# Noorda trimaculalis
Noorda trimaculalis là một loài bướm đêm trong họ Crambidae.